# 布莱克曼狸藻
布莱克曼狸藻（學名：Utricularia blackmanii）為狸藻屬一年生陆生食虫植物。布莱克曼狸藻为澳大利亚昆士兰州北部的特有种，海拔分布范围为200米至900米。